# Beanie Feldstein
Beanie Feldstein, pseudonimo di Elizabeth Greer Feldstein (Los Angeles, 24 giugno 1993), è un'attrice statunitense, attiva in campo cinematografico, televisivo e teatrale.

## Biografia
Beanie Feldstein è nata a Los Angeles, figlia della costumista Sharon Lyn Chalkin e di Richard Feldstein; ha due fratelli maggiori, Jordan Feldstein, morto nel 2017, e l'attore Jonah Hill. Durante gli studi superiori all'Harvard-Westlake School ha stretto una profonda amicizia con il collega Ben Platt e dopo il diploma ha studiato alla Wesleyan University. Feldstein è ebrea.
Feldstein ha fatto il suo debutto nel mondo dello spettacolo nel 2002, in un episodio di Tutto in famiglia. La sua carriera si è sviluppata principalmente a partire dagli anni 2010 quando, dopo piccoli ruoli in Orange Is the New Black e Fan Girl, ha ottenuto una parte di rilievo nel film Cattivi vicini 2 nel 2016. Nel 2017 ha ottenuto un'altra parte importante nel film Lady Bird, con Saoirse Ronan, Laurie Metcalf, Tracy Letts, Lucas Hedges e Timothée Chalamet.
Nello stesso anno fa il suo debutto a Broadway nel musical Hello, Dolly!, con cui ha recitato prima accanto a Bette Midler e poi a Bernadette Peters. Feldstein è rimasta nel cast di Hello, Dolly! dall'aprile 2017 al gennaio 2018 e nello stesso periodo è apparsa anche nelle serie televisive Will & Grace e What We Do in the Shadows. Nel 2019 recita nel film La rivincita delle sfigate, che le è valso una candidatura al Golden Globe per la migliore attrice in un film commedia o musicale. Nel 2020 ottiene un altro ruolo di grande rilievo quando viene scelta da Ryan Murphy per interpretare Monica Lewinsky nella terza stagione di American Crime Story. Nel 2022 ritorna a Broadway per interpretare Fanny Brice nel primo revival del musical Funny Girl.

## Vita privata
Beanie Feldstein è lesbica e sposata con Bonnie Chance-Roberts da maggio 2023.

## Filmografia

### Attrice

#### Cinema
- Cattivi vicini 2 (Neighbors 2: Sorority Rising), regia di Nicholas Stoller (2016)
- The Female Brain, regia di Whitney Cummings (2017)
- Lady Bird, regia di Greta Gerwig (2017)
- La rivincita delle sfigate (Booksmart), regia di Olivia Wilde (2019)
- La leggendaria Dolly Wilde (How to Build a Girl), regia di Coky Giedroyc (2019)
- The Humans, regia di Stephen Karam (2021)
- Drive-Away Dolls, regia di Ethan Coen (2024)

#### Televisione
- Tutto in famiglia (My Wife and Kids) – serie TV, episodio 3x07 (2002)
- Orange Is the New Black – serie TV, episodio 3x09 (2015)
- Ciak, si canta (Fan Girl), regia di Paul Jarret – film TV (2015)
- The Devil You Know – serie TV, episodio 1x01 (2015)
- What We Do in the Shadows - serie TV, 4 episodi (2016-2019)
- Will & Grace – serie TV, episodio 9x02 (2017)
- Grey's Anatomy – serie TV, episodio 16x15 (2020)
- American Crime Story – serie TV, 10 episodi (2021)
- Only Murders in the Building – serie TV (2025)

### Doppiatrice
- I Simpson - serie TV, 1 episodio (2020)

## Teatro
- Annie, libretto di Thomas Meehan, musiche di Charles Strouse, testi di Martin Charnin, regia di Glenn Casale. La Miranda Theatre di La Miranda (2004)
- Laugh Track, di Keelin Ryan, regia di Sarah Esocoff. The Lynn Redgrave Theatre di New York (2015)
- Hello, Dolly!, libretto di Michael Stewart, colonna sonora di Jerry Herman, regia di Jerry Zaks. Shubert Theatre di Broadway (2017)
- Funny Girl, libretto di Isobel Lennart, testi di Bob Merrill, colonna sonora di Jule Styne, regia di Michael Mayer. August Wilson Theatre di Broadway (2022)

## Doppiatrici italiane
Nelle versioni in italiano delle opere in cui ha recitato, Beanie Feldstein è stata doppiata da:
- Eva Padoan in Cattivi vicini 2, La rivincita delle sfigate, Drive-Away Dolls
- Margherita De Risi in Lady Bird, American Crime Story
- Jessica Bologna in What We Do in the Shadows